# 登闻鼓
登闻鼓是悬挂于朝堂之外的一面大鼓，为古中国重要的直诉方式之一。敲擊登聞鼓，是中國古代人民對官員提告，或是對政府訴冤、告急案等請求國家救濟的主要方式，類似現代的訴願及行政訴訟等制度。
登闻鼓有专门的官吏看守，遇有击鼓者需立即受理或上报。据史书记载于周朝就设有登闻鼓，当时称作“路鼓”。魏晋以后历朝都設有登闻鼓，《晋书·卫瓘传》載：“於是繇等执黄旛，挝登闻鼓。”北魏延和元年（432年），于阙门悬登闻鼓，“人有穷冤则挝鼓，公车上表其奏。”，以作“用下达上而施于朝”之用。唐代登聞鼓約始設於高宗年間。武则天时還創有匦使院。元朝亦設登闻鼓、邀车驾。
登闻鼓在历史上不同时期的重要性大不相同，歷朝或有增补，如邀车驾、叩阍、匭函等，或主動錄囚（濾囚）作為理冤制度的一環。宋朝平民可以到登聞鼓院起訴，其中平民翟马周起訴宰相李昉就成功了，且李昉遭到貶職。宋朝以后的元朝，击登闻鼓的条件日趋苛刻，至清朝已形同虚设，並规定击登闻鼓者，先廷杖三十，以防止无端刁民的恶意濫訴。。顺治十七年规定：状内事情必关军国重务，大贪大恶，奇冤异惨，方许击鼓。邀車駕等方式又多以“迎车驾……申诉不实，杖一百；冲突仪仗而又申诉不实，绞。”“杖一百，發近邊充軍”。直訴變得徒具形式，若改赴都察院、通政司或步軍統領衙門呈訴京控者，又以越訴先笞五十；加上清代特有的抱告等訴訟限制，並不是擊鼓就能得到受理。